# Ryteń
Ryteń (biał. Рытань, Rytań; ros. Рытань, Rytań) – agromiasteczko na Białorusi, w obwodzie grodzieńskim, w rejonie ostrowieckim, w sielsowiecie Ryteń.

## Historia
W XIX i w początkach XX w. położony był w Rosji, w guberni wileńskiej, w powiecie zawilejskim/święciańskim, w gminie Bystrzyca. 
Po I wojnie światowej pod administracją polską, w Zarządzie Cywilnym Ziem Wschodnich. W latach 1920–1922 w składzie Litwy Środkowej.
Od 11 kwietnia 1922 leżał w Polsce, w województwie wileńskim, w powiecie święciańskim, w gminie Kiemieliszki.
W 1931 w 48 domach zamieszkiwało 210 osób.
Miejscowość należała do parafii rzymskokatolickiej w Kiemieliszkach. Podlegała pod Sąd Grodzki w Święcianach i Okręgowy w Wilnie; właściwy urząd pocztowy mieścił się w Kiemieliszkach.
Po II wojnie światowej w granicach Związku Sowieckiego. Od 1991 w niepodległej Białorusi. 31 marca 2013 sielsowiet Kiemieliszki został przemianowany na sielsowiet Ryteń, a 4 marca 2014 zarząd sielsowietu został przeniesiony z Kiemieliszek do Rytenia.